# Adina

Adina — рід рослин родини маренові.

## Назва
Названа Річардом Солсбері у 1807 році в книжці «The Paradisus Londinensis». Назва походить від грецького слова adinos «скупчений» через суцвіття рослин.

## Будова
Рід містить переважно невеликі дерева і кущі.

## Поширення та середовище існування
Рослини цього роду ростуть у Південній та Південно-Східній Азії.

## Види
- Adina cordifolia (Roxb.) Brandis
- Adina dissimilis Craib
- Adina eurhyncha (Miq.) Å.Krüger & Löfstrand
- Adina fagifolia (Teijsm. & Binn. ex Havil.) Valeton ex Merr
- Adina malaccensis (Ridsdale) Å.Krüger & Löfstrand
- Adina metcalfii Merr. ex H.L.Li, J. Arnold
- Adina multifolia Havil., J. Linn.
- Adina pilulifera (Lam.)
- Adina pubicostata Merr.
- Adina rubella Hance
- Adina trichotoma (Zoll. & Moritzi) Benth. & Hook.f. ex B.D.Jacks.